# Sungkyunkwan Scandal
Seonggyun-gwan scandal (coréen : 성균관 스캔들 ; titre international : Sungkyunkwan Scandal) est une série télévisée sud-coréenne (sageuk), fiction historique, mettant en vedette Park Yoochun du boys band JYJ, Park Min Young, Song Joong-ki et Yoo Ah-in. La série a été diffusée sur KBS2 du 30 août 2010 au 2 novembre 2010.

## Synopsis
Dans une période où la société ne permet pas aux femmes d'être éduquées ni employées, Kim Yoon-hee (Park Min Young) se déguise en son frère, Kim Yoon-sik, afin que sa famille puisse joindre les deux bouts. Elle passe par une série de petits boulots, notamment dans une librairie locale, avant de se faire offrir une chance d'augmenter ses revenus en prenant la place d'une personne testée (un acte illégal) à l'examen d'entrée de la prestigieuse académie Sungkyunkwan. Elle se fait attraper par Lee Sun-joon (Park Yuchun), qui reconnaît plus tard ses talents, et même l'encourage à s'inscrire dans cette université. Là, elle doit supporter le playboy Gu Yong-ha (Song Joong-ki), les sautes d'humeur constantes de son colocataire, Moon Jae-shin (Yoo Ah-in), éviter de s'attirer des ennuis avec le président du corps étudiant, Ha I-soo (Jun Tae-soo) et empêcher que son secret ne soit découvert tout en essayant de retenir son affection croissante pour Lee Su-joon.
Ensemble, les quatre forment le Quartet Jalgeum (parfois appelé affectueusement le Joseon F4).

## Distribution
- Park Yoochun : Lee Sun-joon (surnommé Ga-rang)
- Park Min Young : Kim Yoon-hee (surnommé Dae-mul)
- Bang Joon-seo : Young Yoon-hee
- Song Joong-ki : Gu Yong-ha (surnommé Yeo-rim)
- Yoo Ah-in : Moon Jae-shin (surnommé Geol-oh)
- Seo Hyo-rim : Ha Hyo-eun
- Kim Min-seo : Cho Sun
- Juin Tae-soo : Ha In-soo
- Kang Sung-pil : Im Byung-choon
- Kim Dong-yoon : Seol Go-bong
- Chae Byung-chan : Kang Moo
- Ahn Nae-sang : Jung Yak-yong
- Park Geun-soo : Yoo Chang-ik
- Kim Ha-Kyoon : Choi Shin-mook
- Kim Young-Bae : Jang Go-bok
- Im Young-pil : Ham Choon-ho
- Kim Jung-Ahn : Do Kyoon-hyun
- Jang Se-hyun : Kim Woo-Tak
- Hwang Chan-woo : Bae Hae-won
- Joo Ah-sung : Nam Myung-shik
- Lee In : Park Dal-jae
- Jo Sung-ha : le roi Jeongjo de Joseon
- Kim Kap-su : le ministre d'Etat Lee Jung-moo
- Lee Jae-yong : Ha Woo-kyu (ministre de la Guerre)
- Choi Dong-joon : Moon Geun-soo (ministre de la Justice)
- Kim Ik-tae : le Premier ministre Chae Je-gong
- Kim Mi-kyung : Mme Jo (la mère de Yoon-hee)
- Han Yun : Kim Yoon Shik (le frère de Yoon-hee)
- Park Dong-bin : steward du ministre de la Guerre
- Kim Kwang-gyu : Hwang Ga
- Ryu Dam : Soon Dol
- Sung Hyun-joo : Beo Deul
- Im Yoon-jung : Aeng Aeng
- Jung Hye-mi : Seom Seom
- Lee Tae-ri : Bok Soo (le petit voleur)
- Kim Dong-hyun : Bok Dong (le page)
- Lee Dal-hyung : le père de Goo Yong-ha
- Lee Won-jong : le chaman Bak Soo (apparition dans l'épisode 28)
- Oh Na-mi : l'ami d'Hyo Eun (apparition dans l'épisode 10)

## Prix
| Année | Prix                             | Catégorie                                            | Gagnant                                                  | Ref   |
| ----- | -------------------------------- | ---------------------------------------------------- | -------------------------------------------------------- | ----- |
| 2010  | KBS Drama Awards                 | Meilleure actrice - série dramatique                 | Park Min Young                                           |       |
| 2010  | KBS Drama Awards                 | Meilleur Couple                                      | Yoo Ah-in et Song Joong-ki Park Yuchun et Park Min Young |       |
| 2010  | KBS Drama Awards                 | Meilleur Acteur New                                  | Park Yuchun                                              |       |
| 2010  | KBS Drama Awards                 | Prix Popularité                                      | Song Joong-ki                                            |       |
| 2010  | KBS Drama Awards                 | Prix de Netizens                                     | Park Yuchun et Park Min Young                            |       |
| 2011  | 47th Paeksang Arts Awards        | Meilleur nouveau réalisateur                         | Kim Won-suk                                              | [ 1 ] |
| 2011  | 47th Paeksang Arts Awards        | Meilleur Nouvel Acteur                               | Park Yuchun                                              | [ 1 ] |
| 2011  | 47th Paeksang Arts Awards        | Popularité Homme                                     | Park Yuchun                                              | [ 1 ] |
| 2011  | Seoul International Drama Awards | Prix Popularité Asie                                 | Park Yuchun                                              | [ 2 ] |
| 2011  | Seoul International Drama Awards | Catégorie Drama coréen remarquable - Meilleur acteur | Park Yuchun                                              | [ 2 ] |